# Anja Karin Sturm
Anja Karin Sturm (* 25. Januar in 1975) ist eine deutsche Mathematikerin und Hochschullehrerin. Sie ist seit 2009 Professorin für Stochastik und ihre Anwendungen an der Georg-August-Universität Göttingen.

## Leben und Werk
Sturm studierte ab 1994 an der Eberhard Karls Universität Tübingen, wo sie 1996 sowohl in Mathematik und in Physik das Vordiplom erwarb. Anschließend studierte sie an der University of Washington, wo sie 1998 einen Master of Science in Angewandter Mathematik erhielt. Sie promovierte 2002 bei Alison Etheridge an der University of Oxford mit der Dissertation: On Spatially Structured Population Processes and Relations to Stochastic Partial Differential Equations.
Von 2001 bis 2003 forschte sie mit einem Postdoctoral Fellowship am Weierstraß-Institut für Angewandte Analysis und Stochastik in Berlin und von 2003 bis 2004 an der University of British Columbia in Vancouver. Ebenfalls von 2003 bis 2004 war sie die erste Juniorprofessorin an der Technischen Universität Berlin, wo sie im Fachgebiet Mathematik mit dem Schwerpunkt Angewandte Stochastik forschte und lehrte. Anschließend war sie bis 2010 Assistenzprofessorin an der University of Delaware. 2009 wurde sie Professorin an der Georg-August-Universität Göttingen, wo sie von 2013 bis 2015 und dann nochmals von 2018 bis 2019 Leiterin des Instituts für Mathematische Stochastik war. Seit dem Sommersemester 2023 ist sie Dekanin der Fakultät für Mathematik und Informatik an der Universität Göttingen.
Von 2016 bis 2020 war sie zudem im Lenkungsausschuss der Fachgruppe Stochastik in der Deutschen Mathematiker Vereinigung.
Sturm ist Mutter von drei Kindern.

## Auszeichnungen und Ehrungen
- Rhodes-Stipendium
- Engineering and Physical Sciences Research Council (EPSRC)-Preis
- Corcoran-Preis, Department of Statistics der University of Oxford[3]

## Veröffentlichungen (Auswahl)
- Mit G. Berzunza, A. Winter. Trait-dependent branching particle systems with competition and multiple offspring. Electronic Journal of Probability, Volume 26, 1-41, 2021.
- Mit T. Mach, J. Swart. Recursive tree processes and the mean-field limit of stochastic flows. Electronic Journal of Probability, Volume 25, 1-63, 2020.
- Mit J. Swart. A particle system with cooperative branching and coalescence. Annals of Applied Probabability, Volume 25(3), 1616-1649, 2015.
- Mit J. Swart. Voter models with heterozygosity selection". Annals of Applied Probability Volume 18(1), 59-99, 2008.
- Mit L. Mytnik, E. Perkins. On pathwise uniqueness for stochastic heat equations with non-Lipschitz coefficients. Annals of Probability, Volume 34(5), 1910-1959, 2006.
- Mit V. Limic. The spatial Lambda-coalescent. Electronic Journal of Probability, Volume 11(15), 363-393, 2006.
- Mit N.H. Barton, A.M. Etheridge. Coalescence in a random background. Annals of Applied Probability, Volume 14(2), 754-785, 2004.
- On convergence of population processes in random environments to the stochastic heat equation with colored noise. Electronic Journal of Probability, Volume 8(6), 1-39, 2003.